# فوزية سعيد
فوزية سعيد (بالإنجليزية: Fouzia Saeed)‏ هي ناشطة حقوق الإنسان باكستانية، ولدت في 3 يونيو 1959 في لاهور في باكستان.